# Johannes Anton Happe
Johannes Anton Happe (* 26. Dezember 1799 in Den Haag; † 4. Mai 1854 in Rhoden) war ein deutscher Stadtschreiber und Politiker.

## Leben
Happe war der Sohn des Ökonomen und Konduktor auf dem Hause Kampf Johann Christian Happe (1883–1844) und dessen Frau Margaretha, geb. Wetli († 1803). Johannes Anton Happe heiratete am 23. September 1838 in Kohlgrund Friederike Henriette Wilhelmine Neumeyer (1807–1873). Happe war seit 1838 Sekretär bei Landrat Daniel Schreiber in Eilhausen. 1843 wurde er Stadtschreiber und Salzfaktor in Rhoden. 1851 bis 1852 war er für den XI. Wahlkreis Abgeordneter im Landtag des Fürstentums Waldeck-Pyrmont.